# Lista över samhällen i Nunavut

Nedan följer en lista över samhällen i Nunavut i Kanada. År 2006 var Nunavuts folkmängd 29 474 invånare. 
| Samhälle                         | Inuktitut/Inuinnaqtun        | Inuitisk stavelseskrift | Översättning                                                            | Region      | Befolkning 2006 | Förändring procent sedan 2001 | Lokalisering                                    |
| -------------------------------- | ---------------------------- | ----------------------- | ----------------------------------------------------------------------- | ----------- | --------------- | ----------------------------- | ----------------------------------------------- |
| Arctic Bay                       | Ikpiarjuk                    | ᐃᒃᐱᐊᕐᔪᒃ                 | Fickan                                                                  | Qikiqtaaluk | 690             | 6,8 %                         | 73°02′11″N 085°09′09″V / 73.03639°N 85.15250°V  |
| Arviat                           |                              | ᐊᕐᕕᐊᑦ                   | Grönlandsval                                                            | Kivalliq    | 2 060           | 8,5 %                         | 61°06′29″N 094°03′25″V / 61.10806°N 94.05694°V  |
| Baker Lake                       | Qamani’tuaq                  | ᖃᒪᓂᑦᑐᐊᖅ                 | Stor sjö i anslutning till en flod i båda ändar                         | Kivalliq    | 1 728           | 14,7 %                        | 64°19′05″N 096°01′03″V / 64.31806°N 96.01750°V  |
| Bathurst Inlet                   | Kingoak                      | ᑭᖓᐅᓐ                    | Näsan                                                                   | Kitikmeot   | 0               |                               | 66°50′00″N 108°02′00″V / 66.83333°N 108.03333°V |
| Cambridge Bay                    | Iqaluktuuttiaq               | ᐃᖃᓗᒃᑑᑦᑎᐊᖅ               | Rättvist fiske-platsen                                                  | Kitikmeot   | 1 477           | 12,8 %                        | 69°07′02″N 105°03′11″V / 69.11722°N 105.05306°V |
| Cape Dorset                      | Kinngait                     | ᑭᙵᐃᑦ                    | Öns spets                                                               | Qikiqtaaluk | 1 236           | 7,7 %                         | 64°13′54″N 076°32′25″V / 64.23167°N 76.54028°V  |
| Chesterfield Inlet               | Igluligaarjuk                | ᐃᒡᓗᓕᒑᕐᔪᒃ                | Platsen med få hus                                                      | Kivalliq    | 332             | −3,8 %                        | 63°20′27″N 090°42′22″V / 63.34083°N 90.70611°V  |
| Clyde River                      | Kangiqtugaapik               | ᑲᖏᖅᑐᒑᐱᒃ                 | Trevlig liten vik                                                       | Qikiqtaaluk | 820             | 4,5 %                         | 70°28′26″N 068°35′10″V / 70.47389°N 68.58611°V  |
| Coral Harbour                    | Sallit                       | ᓴᓪᓖᑦ                    | En stor, platt ö framför fastlandet                                     | Kivalliq    | 769             | 8,0 %                         | 64°08′13″N 083°09′51″V / 64.13694°N 83.16417°V  |
| Gjoa Haven                       | Uqsuqtuuq                    | ᐅᖅᓱᖅᑑᖅ                  | Platsen med gott om späck                                               | Kitikmeot   | 1 064           | 10,8 %                        | 68°37′33″N 095°52′30″V / 68.62583°N 95.87500°V  |
| Grise Fiord                      | Aujuittuq                    | ᐊᐅᔪᐃᑦᑐᖅ                 | Platsen som aldrig töar                                                 | Qikiqtaaluk | 141             | −13,5 %                       | 76°25′03″N 082°53′38″V / 76.41750°N 82.89389°V  |
| Hall Beach                       | Sanirajak                    | ᓴᓂᕋᔭᒃ                   | Strandlinjen                                                            | Qikiqtaaluk | 654             | 7,4 %                         | 68°46′38″N 081°13′27″V / 68.77722°N 81.22417°V  |
| Igloolik                         | Iglulik                      | ᐃᒡᓗᓕᒃ                   | Platsen med igloor/hus                                                  | Qikiqtaaluk | 1 538           | 19,6 %                        | 69°22′34″N 081°47′58″V / 69.37611°N 81.79944°V  |
| Iqaluit (territoriets huvudstad) |                              | ᐃᖃᓗᐃᑦ                   | Platsen med mycket fisk                                                 | Qikiqtaaluk | 6 184           | 18,1 %                        | 63°44′55″N 068°31′11″V / 63.74861°N 68.51972°V  |
| Kimmirut                         |                              | ᑭᒻᒥᕈᑦ                   | Häl                                                                     | Qikiqtaaluk | 411             | −5,1 %                        | 62°50′48″N 069°52′07″V / 62.84667°N 69.86861°V  |
| Kugaaruk                         | Arviligjuaq                  | ᑳᒑᕐᑭᓪ                   | Platsen med mycket grönlandsval (Arviligjuaq) Lilla strömmen (Kugaaruk) | Kitikmeot   | 688             | 13,7 %                        | 68°31′59″N 089°49′36″V / 68.53306°N 89.82667°V  |
| Kugluktuk                        | Qurluqtuq                    | ᖁᕐᓗᖅᑐᖅ                  | Där vattnet faller                                                      | Kitikmeot   | 1 302           | 7,4 %                         | 67°49′32″N 115°05′42″V / 67.82556°N 115.09500°V |
| Pangnirtung                      | Pangniqtuuq                  | ᐸᖕᓂᖅᑑᖅ                  | Platsen med sarvar                                                      | Qikiqtaaluk | 1 325           | 3,8 %                         | 66°08′52″N 065°41′58″V / 66.14778°N 65.69944°V  |
| Pond Inlet                       | Mittimatalik                 | ᒥᑦᑎᒪᑕᓕᒃ                 | Platsen där Mittiima är begraven                                        | Qikiqtaaluk | 1 315           | 7,8 %                         | 72°41′57″N 077°57′33″V / 72.69917°N 77.95917°V  |
| Qikiqtarjuaq                     |                              | ᕿᑭᖅᑕᕐᔪᐊᖅ                | Den stora ön                                                            | Qikiqtaaluk | 473             | −8,9 %                        | 67°33′29″N 064°01′29″V / 67.55806°N 64.02472°V  |
| Rankin Inlet                     | Kangiqiniq eller Kangirliniq | ᑲᖏᕿᓂᖅ or ᑲᖏᖅᖠᓂᖅ         | Vik                                                                     | Kivalliq    | 2 358           | 8,3 %                         | 62°48′35″N 092°05′58″V / 62.80972°N 92.09944°V  |
| Naujaat                          |                              | ᓇᐅᔮᑦ                    | Fiskmåsarnas viloplats                                                  | Kivalliq    | 748             | 22,2 %                        | 66°31′19″N 086°14′06″V / 66.52194°N 86.23500°V  |
| Resolute                         | Qausuittuq                   | ᖃᐅᓱᐃᑦᑐᖅ                 | Platsen utan skymning                                                   | Qikiqtaaluk | 229             | 6,5 %                         | 74°41′51″N 094°49′56″V / 74.69750°N 94.83222°V  |
| Sanikiluaq                       |                              | ᓴᓂᑭᓗᐊᖅ                  | Döpt efter en man ihågkommen som en snabb sprinter                      | Qikiqtaaluk | 744             | 8,8 %                         | 56°32′34″N 079°13′30″V / 56.54278°N 79.22500°V  |
| Taloyoak                         | Talurjuaq                    | ᑕᓗᕐᔪᐊᕐᒃ                 | Stort gömställe för renar                                               | Kitikmeot   | 809             | 12,4 %                        | 69°32′13″N 093°31′36″V / 69.53694°N 93.52667°V  |
| Whale Cove                       | Tikirarjuaq                  | ᑎᑭᕋᕐᔪᐊᖅ                 | Lång spets                                                              | Kivalliq    | 353             | 15,7 %                        | 62°10′22″N 092°34′46″V / 62.17278°N 92.57944°V  |

| Kitikmeot                            | 6 samhällen            | 5 361  |
| Kitikmeot                            | Kitikmeot, Unorganized | 21     |
| Kivalliq ("Keewatin" inom StatsCan)  | 7 samhällen            | 8 348  |
| Kivalliq ("Keewatin" inom StatsCan)  | Keewatin, Unorganized  | 0      |
| Qikiqtaaluk ("Baffin" inom StatsCan) | 13 samhällen           | 15 765 |
| Qikiqtaaluk ("Baffin" inom StatsCan) | Baffin, Unorganized    | 5      |